# Parás (municipalité)
Parás est une ville municipale rurale dans l'État de Nuevo León, Mexique, fondée le 17 février 1851. Il se trouve au sud-ouest de l'Falcón réservoir à Tamaulipas. Il était une fois "Rancho Huizachal de los Canales". Le nom de Parás est dérivé de Jose María Parás y Ballesteros, le premier gouverneur constitutionnel de Nuevo León. Avant le règlement de la terre était Territoire Gualeno, une tribu indienne. La ville est petite en taille, mais il a beaucoup de colonies plus petites et les ranchs sous municipalité juridiction.
Les habitants de Parás vivent de l'élevage et de l'agriculture. La population est pas grande du tout en raison de la quantité de gens qui emigré au fil des ans à l'emploi à la recherche des États-Unis. La ville est généralement à son maximum de capacité pendant les vacances américaines lorsque ses habitants rentrent chez eux. Il est bien connu pour la quantité croissante de cerf de Virginie, apportant chasseurs de partout. Il est également connu pour ses festivités locales, le plus important étant le samedi suivant de son anniversaire 17 février.
La ville célèbre faisant un "cabalgata" une randonnée à cheval de sa ville voisine Agualeguas retour à la ville. Le festival a beaucoup de plats traditionnels l'exemple de la ville: Pansaje, cabrito en sangre, dulce de frijol, tamales de venado, bonbons de lait, pain sucré, etc. Puis la nuit le jour se termine avec une danse au Club Femenil dans devant la plaza de la ville avec des groupes de musique de Norteno vivants. La place est située dans le centre de la ville, entouré par deux églises, la salle de danse, et l'école élémentaire et l'hôtel de ville.